# Мочалін Федір Іванович
Федір Іванович Мочалін (13 квітня 1920, місто Меленки, тепер Владимирської області, Російська Федерація — 18 травня 1999, місто Москва, Російська Федерація) — радянський діяч, 1-й секретар Алма-Атинського міського комітету КП Казахстану, завідувач відділу легкої і харчової промисловості ЦК КПРС. Член Центральної Ревізійної комісії КПРС у 1976—1981 роках. Кандидат у члени ЦК КПРС у 1981—1986 роках. Депутат Верховної ради Казахської РСР 6-го скликання. Депутат Верховної Ради СРСР 7—11-го скликань.

## Життєпис
У 1943 році закінчив Московський текстильний інститут.
У 1943 році працював інженером швейного тресту Казтрикотажу народного комісаріату легкої промисловості Казахської РСР в місті Алма-Аті Казахської РСР.
У 1943—1944 роках — в Червоній армії, учасник німецько-радянської війни. Служив кулеметником, командиром кулеметного відділення 29-го гвардійського стрілецького полку 12-ї гвардійської стрілецької дивізії 61-ї армії Центрального фронту. Був важко поранений, демобілізований із армії.
У 1945—1947 роках — майстер прядильно-ткацької фабрики, старший інженер виробничого відділу Казтрикотажу швейного тресту міністерства легкої промисловості Казахської РСР в місті Алма-Аті Казахської РСР.
У 1947—1957 роках — інженер, старший інженер, заступник начальника відділу, начальник відділу, начальник головного управління «Казтекстильшвейпрому» міністерства легкої промисловості Казахської РСР.
Член КПРС з 1952 року.
У 1957—1959 роках — заступник голови Ради народного господарства (раднаргоспу) Південно-Казахстанського економічного адміністратичного району.
У 1959—1964 роках — заступник завідувача, завідувач відділу легкої, харчової промисловості і торгівлі ЦК Казахстану.
У 1964—1965 роках — 2-й секретар Алма-Атинського обласного комітету КП Казахстану.
У 1965—1973 роках — 1-й секретар Алма-Атинського міського комітету КП Казахстану.
У грудні 1973—1983 роках — завідувач відділу легкої і харчової промисловості ЦК КПРС. У 1983—1985 роках — завідувач відділу легкої промисловості і товарів народного споживання ЦК КПРС.
З 1985 року — персональний пенсіонер союзного значення в місті Москві.
Помер 18 травня 1999 року. Похований в Москві на Троєкуровському цвинтарі.

## Родина
Дружина — Мочаліна Галина Флорівна. Син — Олександр.

## Нагороди і звання
- орден Леніна
- орден Вітчизняної війни І ст. (6.04.1985)
- три ордени Трудового Червоного Прапора
- медаль «За відвагу» (17.10.1943)
- медаль «За бойові заслуги» (6.08.1946)
- медалі